# Hoplopheromerus flavescens
Hoplopheromerus flavescens là một loài ruồi trong họ Asilidae. Hoplopheromerus flavescens được Tsacas & Oldroyd miêu tả năm 1967. Loài này phân bố ở vùng nhiệt đới châu Phi.